# Bawani Khera
Bawani Khera é uma cidade no distrito de Bhiwani, no estado indiano de Haryana.

## Demografia
Segundo o censo de 2001, Bawani Khera tinha uma população de 17 438 habitantes. Os indivíduos do sexo masculino constituem 53% da população e os do sexo feminino 47%. Bawani Khera tem uma taxa de literacia de 56%, inferior à média nacional de 59,5%; com 63% para o sexo masculino e 37% para o sexo feminino. 17% da população está abaixo dos 6 anos de idade.